# Parafia Ducha Świętego w Barrie
Parafia Ducha Świętego w Barrie (ang. Holy Spirit Parish) – parafia rzymskokatolicka położona na północ od Toronto, w Barrie, w prowincji Ontario, Kanada.
Jest ona parafią wieloetniczną w archidiecezji Toronto, z mszą św. w j. polskim dla polskich imigrantów.
Ustanowiona w 2001 roku. Parafia została dedykowana Duchowi Świętemu.

## Historia
6 września 2001, biskup archidiecezji Toronto, kardynał Aloysius Ambrozic, wychodząc naprzeciw potrzebom polskim imigrantom, ustanowił parafię Ducha Świętego,mianując pierwszym proboszczem parafii, ks. Zygmunta Ostrowskiego, TChr.
W 2009 rozpoczęto budowę kościoła na 1000 miejsc przy 622 Essa Rd. Przewidywane zakończenie budowy na grudzień 2010.

## Grupy parafialne
- Apostolat Różańcowy
- Liga Kobiet Katolickich
- Duszpasterstwo Młodzieży
- Rycerze Kolumba
- Towarzystwo różańcowe św. Wincenty à Paulo
- Grupa Rozwoju Pokoju

## Nabożeństwa w języku polskim
- Niedziela – 12:00 w St. Joan of Arc High School